# Alexander-Newski-Gedächtniskirche (Potsdam)

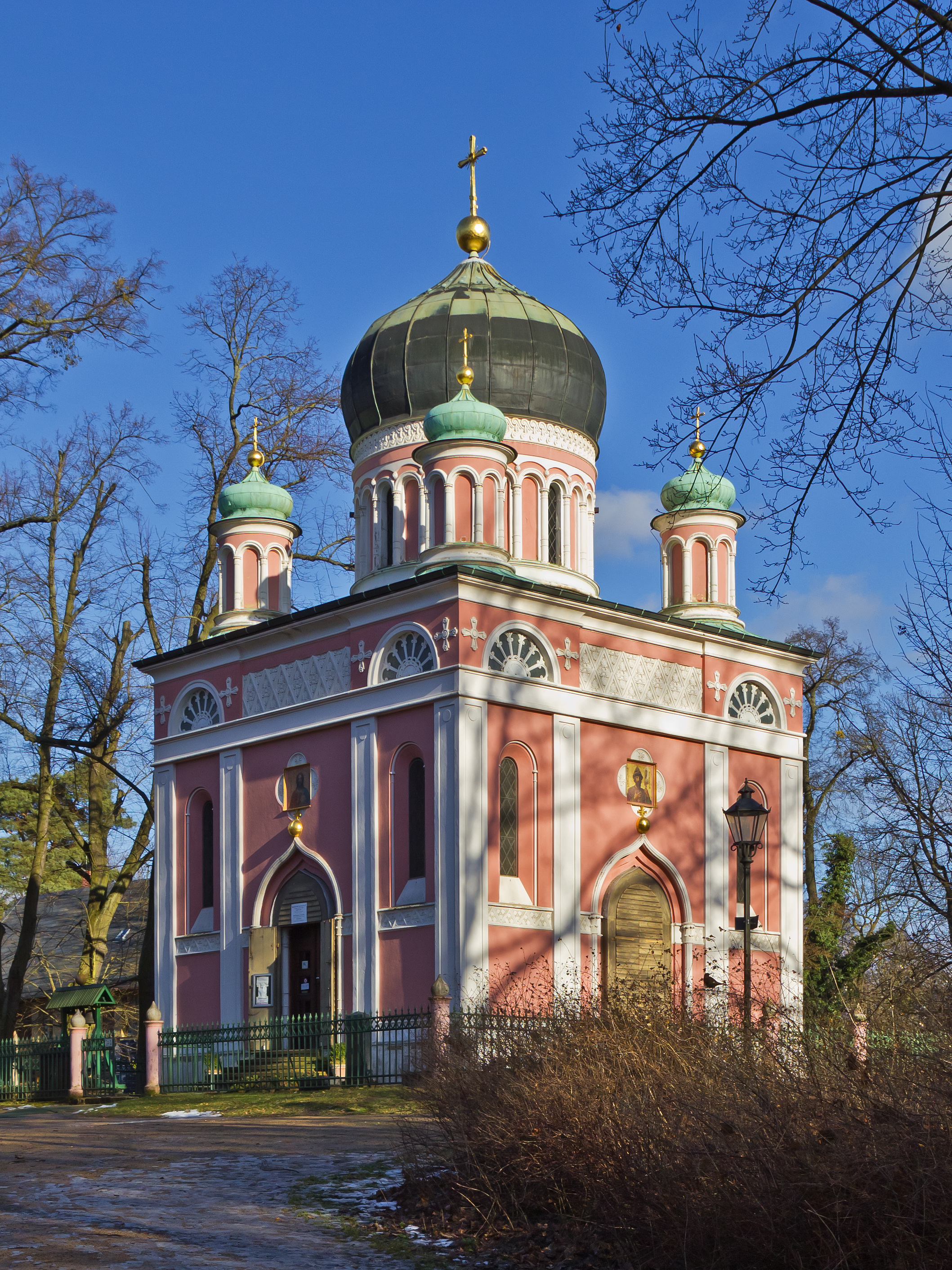
Alexander-Newski-Gedächtniskirche

Die russisch-orthodoxe Alexander-Newski-Gedächtniskirche (denkmalrechtlich Alexander-Newsky-Kapelle) auf dem Kapellenberg im Norden Potsdams wurde auf Anordnung des preußischen Königs Friedrich Wilhelm III. zwischen 1826 und 1829 für die aus Russland stammenden Soldaten des Sängerchors der russischen Kolonie Alexandrowka errichtet. Als Zeichen der engen Beziehungen zwischen Preußen und Russland entstand ein sakrales Gebäude im altrussischen Baustil nach Entwürfen des Sankt Petersburger Hofarchitekten Wassili Petrowitsch Stassow, dem Karl Friedrich Schinkel Stilelemente der klassizistischen Architektur hinzufügte. Zum Gedenken an den 1825 verstorbenen Zar Alexander I. wurde die Kirche nach dessen Namenspatron, dem im 16. Jahrhundert heiliggesprochenen russischen Fürsten Alexander Jaroslawitsch Newski, benannt.
Die Alexander-Newski-Gedächtniskirche ist das älteste russisch-orthodoxe Kirchengebäude in Westeuropa nach dem Vorbild altrussischer Baukunst und ein Beispiel des frühen russischen Historismus. Als Teil der Kolonie Alexandrowka steht die Kirche seit 1999 als Teil des Weltkulturerbes Schlösser und Parks von Potsdam und Berlin unter dem Schutz der UNESCO.

## Geschichte

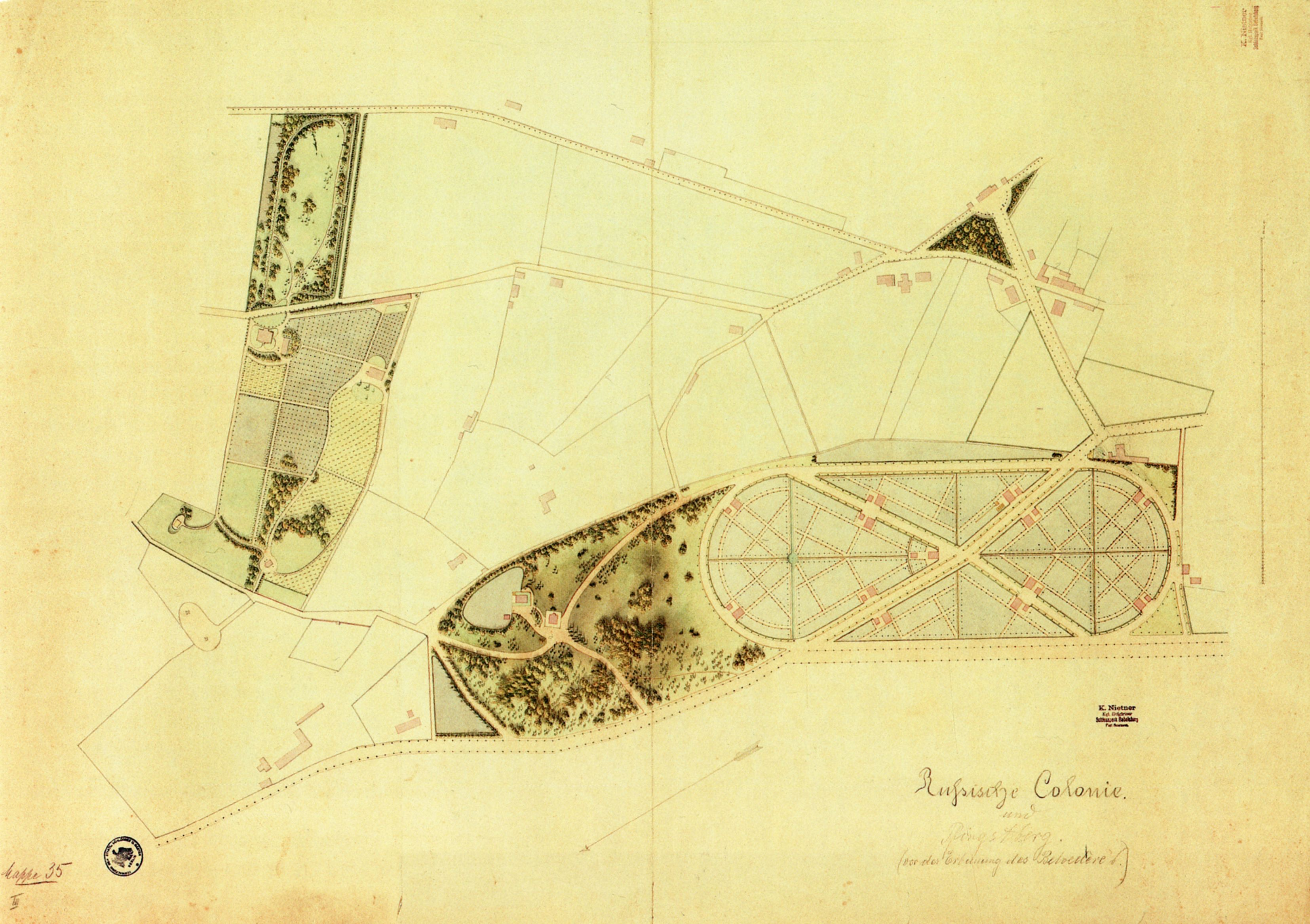
Kolonie Alexandrowka und der angrenzende Kapellenberg, Planzeichnung um 1845, Hermann Fintelmann

Mit der Anlage der Kolonie Alexandrowka wurde für die aus Russland stammenden Bewohner orthodoxen Glaubens ein Gotteshaus benötigt. Peter Joseph Lenné erhielt 1826 den Auftrag zur Gestaltung des Areals und entwarf Pläne, auf denen er als Standort den nördlichen Rand der Alexandrowka vorschlug oder als mögliche Variante in der Siedlungsmitte, im Schnittpunkt des als Andreaskreuz angelegten Wegesystems. Friedrich Wilhelm III. wünschte jedoch eine erhöhte Lage, so dass der Sakralbau schließlich auf dem nördlich an die Kolonie grenzenden, in Alexanderberg umbenannten Minenberg errichtet wurde, dem heutigen Kapellenberg. Für den im altrussischen Baustil geplanten Kirchenbau kamen im Mai 1826 Entwurfsvarianten vom Hofbauamt in Sankt Petersburg. Die verwendete, nicht mehr erhaltene Zeichnung entsprach einer verkleinerten Kopie der vom Hofarchitekten Wassili Petrowitsch Stassow entworfenen, heute zerstörten Kiewer Desjatin-Kirche. Am Gedenktag für Alexander Newski erfolgte nach gregorianischem Kalender im September desselben Jahres die Grundsteinlegung. Die in russischer und deutscher Sprache verfasste Inschrift gibt die enge familiäre und politische Freundschaft zwischen den Höfen wieder:

„Im Jahre 1826 am 11. September wurde im Nahmen Seiner Majestät des Königs von Preussen Friedrich Wilhelm IIIten als ein bleibendes Denkmal der Erinnerung an die Bande der innigen Anhänglichkeit und Freundschaft für den am Iten December 1825 höchstselig verstorbenen Kaiser aller Reussen Alexander Pawlowitsch Majestät der Grundstein zur Erbauung einer Kirche für den apostolischen, orientalisch-katholischen Glauben, unter Benennung des Heiligen Alexander Newsky, in der, von des Königs Majestät aus dem Russischen Sänger-Corps des Iten Garde Regiments zu Fuss gestifteten Gemeinde, durch den General Major von Alvensleben, Commandeur der 2ten Garde Division gelegt, und von dem kaiserlich russischen Gesandtschafts-Probst Johannes Tschudowsky feierlichst eingeweiht.“

Der Grundstein wurde der Tradition folgend an der für den Altar vorgesehenen Stelle auf der Ostseite eingelassen. Die Kirche musste jedoch wegen der schlechten Beschaffenheit des Untergrundes einige Meter weiter östlich errichtet werden, so dass er heute unter dem Eingang auf der Westseite liegt.

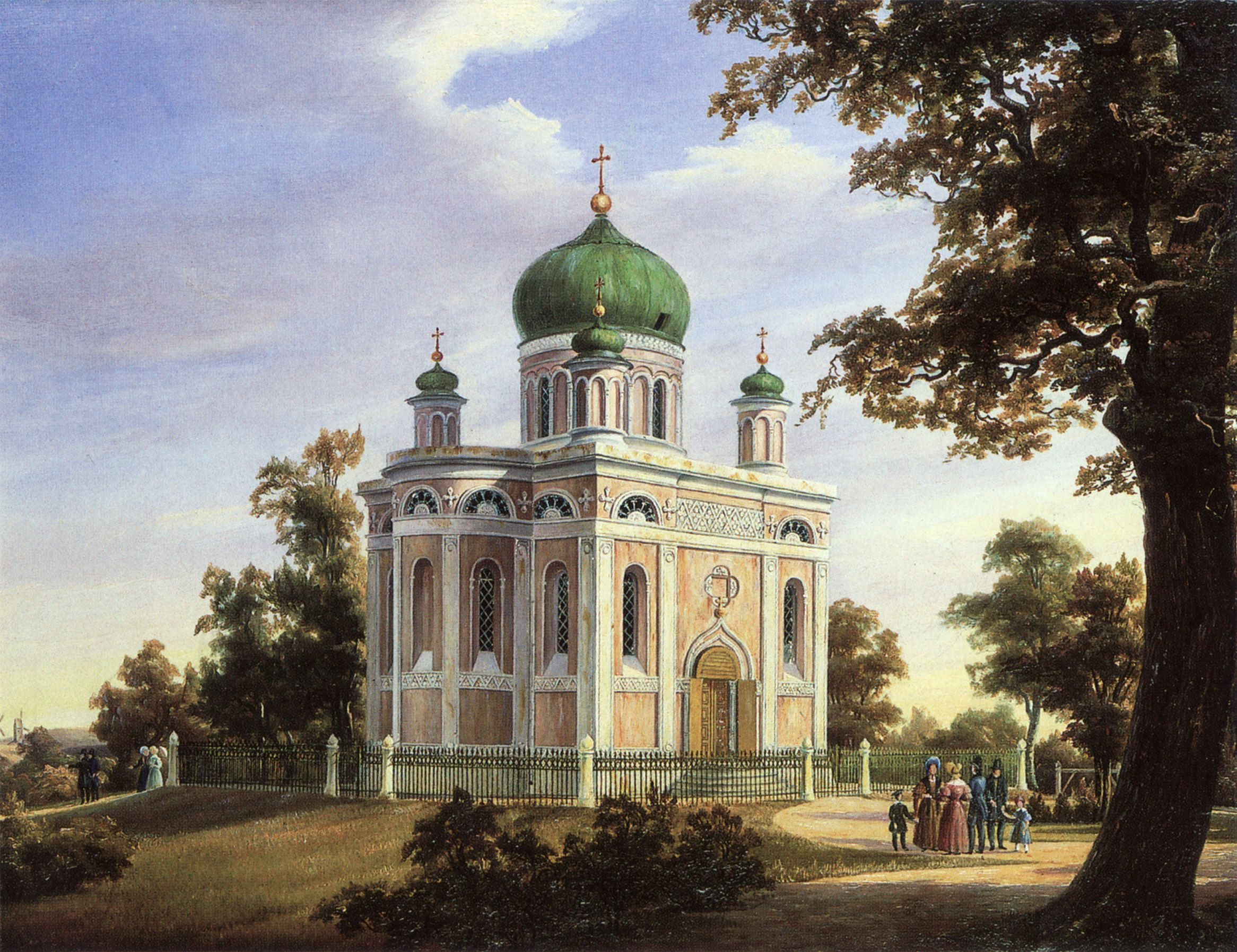
Die Alexander-Newski-Gedächtniskirche 1838, Gemälde von Carl Daniel Freydanck

Wie bereits beim Bau des Blockhauses Nikolskoe und der Kolonie Alexandrowka erhielt Capitaine Adolf Snethlage, Kommandeur der Berliner Garde-Pionier-Abteilung, die Bauleitung übertragen. Ihm zur Seite stand Ingenieurleutnant Johann Hermann von Motz. Soldaten führten die Arbeiten aus, ebenso Potsdamer Handwerker, wie Steinmetzmeister August Forck, der Maler Albert Ludwig Trippel und Maurermeister Johann Wilhelm Blankenhorn. Nachdem der Innenraum 1827 im Rohbau fertiggestellt war, kamen Anfang 1828 von russischen Künstlern ausgearbeitete Gestaltungsentwürfe. Karl Friedrich Schinkel, der zur Begutachtung hinzugezogen wurde, nahm Änderungen vor und fügte der byzantinischen Sakralkunst Zierformen des Klassizismus hinzu. Am 10. Juni 1829 fand in Anwesenheit des Zarenpaares Nikolaus I. und seiner Gemahlin Alexandra Fjodorowna, das sich anlässlich der Vermählung des Prinzen Wilhelm mit Augusta von Sachsen-Weimar-Eisenach in Preußen aufhielt, der erste Gottesdienst statt. Die eigentliche Weihe durch den Gesandtschaftsgeistlichen der russischen Botschaft in Berlin, Johannes Borissowitsch Tschudowski, erfolgte jedoch erst zwei Monate später am Gedenktag des Nationalheiligen und drei Jahre nach der Grundsteinlegung am 11. September 1829 im Beisein der preußischen Königsfamilie und Angehöriger des Hofes, des evangelischen Bischofs Rulemann Friedrich Eylert, des Kommandeurs des 1. Garde-Regiments zu Fuß Karl von Prittwitz, hoher Vertreter der Stadt Potsdam und der Gesandten des Zarenhofs in Preußen. Neben den anwesenden Bewohnern der Kolonie Alexandrowka war zudem der königliche Leibkutscher und Aufseher des Blockhauses Nikolskoe Iwan Bockow anwesend, der ebenfalls zur russisch-orthodoxen Kirchengemeinde gehörte.
Im Jahr darauf erhielt Schinkel den Auftrag, den kleinen, die Kirche umgebenden Friedhof mit einer Einzäunung zu versehen. Im März 1830 fertigte er einen Entwurf für ein Gitter in Eisenguss von vier Fuß Höhe mit vier Eingängen und Sandsteinpfeilern. Den altrussischen Baustil der Zwiebelhauben zitierte Schinkel in der zwiebelförmigen Pfeilerbekrönung, die Steinmetzmeister Forck anfertigte. Das Gitter stammt aus der Berliner Eisengießerei Egells & Woderb. Auf dem Friedhof fanden neben anderen, die sich um die Kirche verdient gemacht haben, die Priester ihre letzte Ruhe, wie der erste Geistliche Tschudowski. Die Bewohner der Kolonie wurden hier nicht beigesetzt, sondern fanden auf dem Alten Friedhof in Potsdam ihre letzte Ruhe, deren Grabstätten heute nicht mehr erhalten sind.

## Architektur
Die architektonische Gestaltung der Alexander-Newski-Gedächtniskirche ist eine Symbiose des traditionellen altrussischen Baustils, der aus der byzantinischen Architektur hervorging, mit Elementen des Klassizismus, die sich am Außenbau in der Fassadengliederung durch Lisenen und Zierfriese sowie an Halbkreisfenstern in der Attika zeigen. Die Wiederbelebung alter nationaltypischer Architektur spiegelt den Zeitgeist der Romantik wider, der im Brauchtum des romantisch verklärten Mittelalters seine Wurzeln sah. Als Zeichen der engen freundschaftlichen Beziehungen zwischen Preußen und Russland, tauschten der Königs- und Zarenhof Architekturentwürfe aus. Nach Vollendung der Potsdamer Alexander-Newski-Gedächtniskirche entwarf Karl Friedrich Schinkel im Auftrag Nikolaus I. das Gegenstück im neogotischen Stil für den Landschaftspark Alexandria bei Schloss Peterhof. Die Zeichnungen der Alexander-Newski-Kapelle sandte er 1831 nach Sankt Petersburg. Noch im selben Jahr begann der Architekt Adam Menelaws mit den Arbeiten, die Josef Charlemagne nach dessen Tod ausführte.

### Außengestaltung

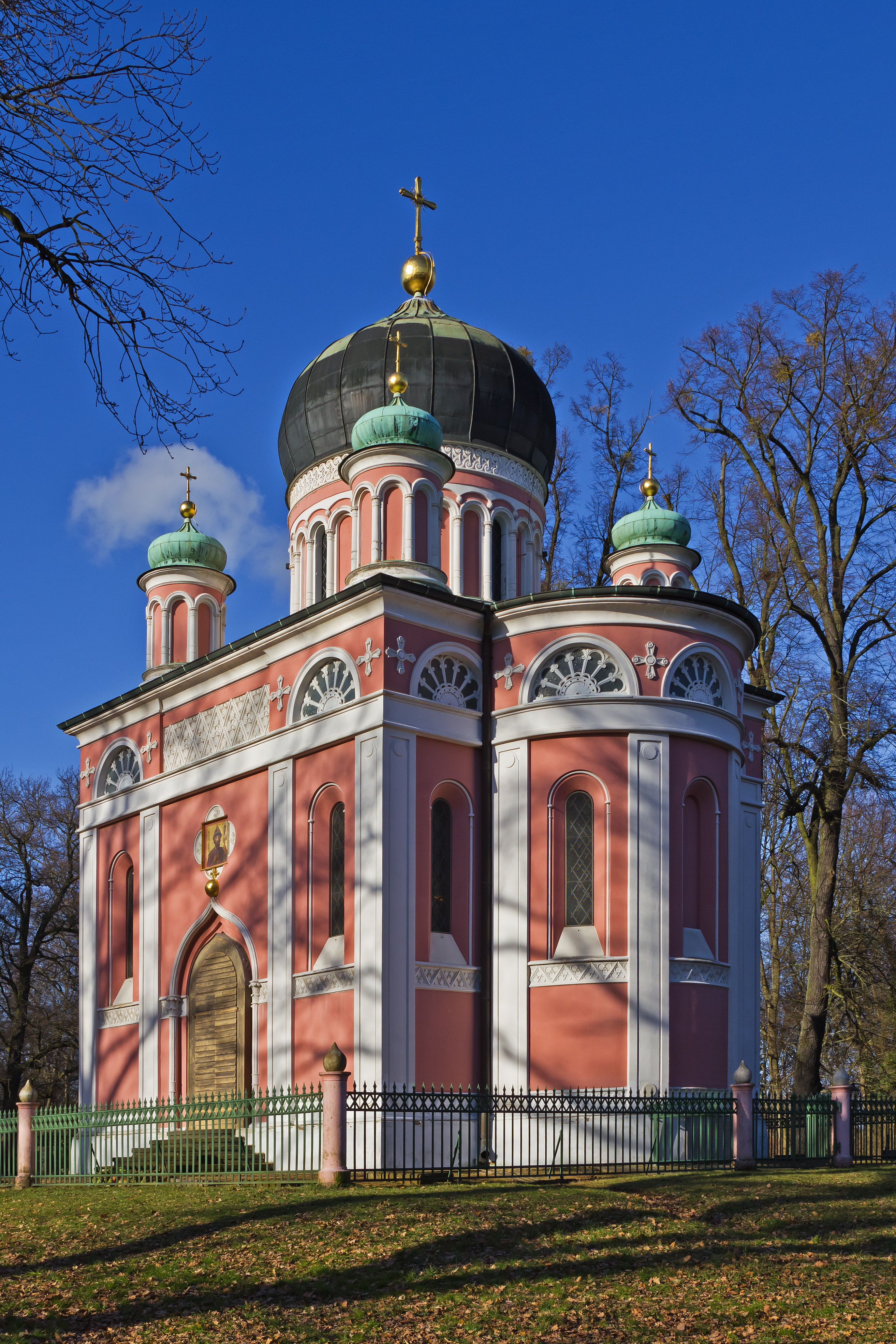
Südostseite mit der Apsis

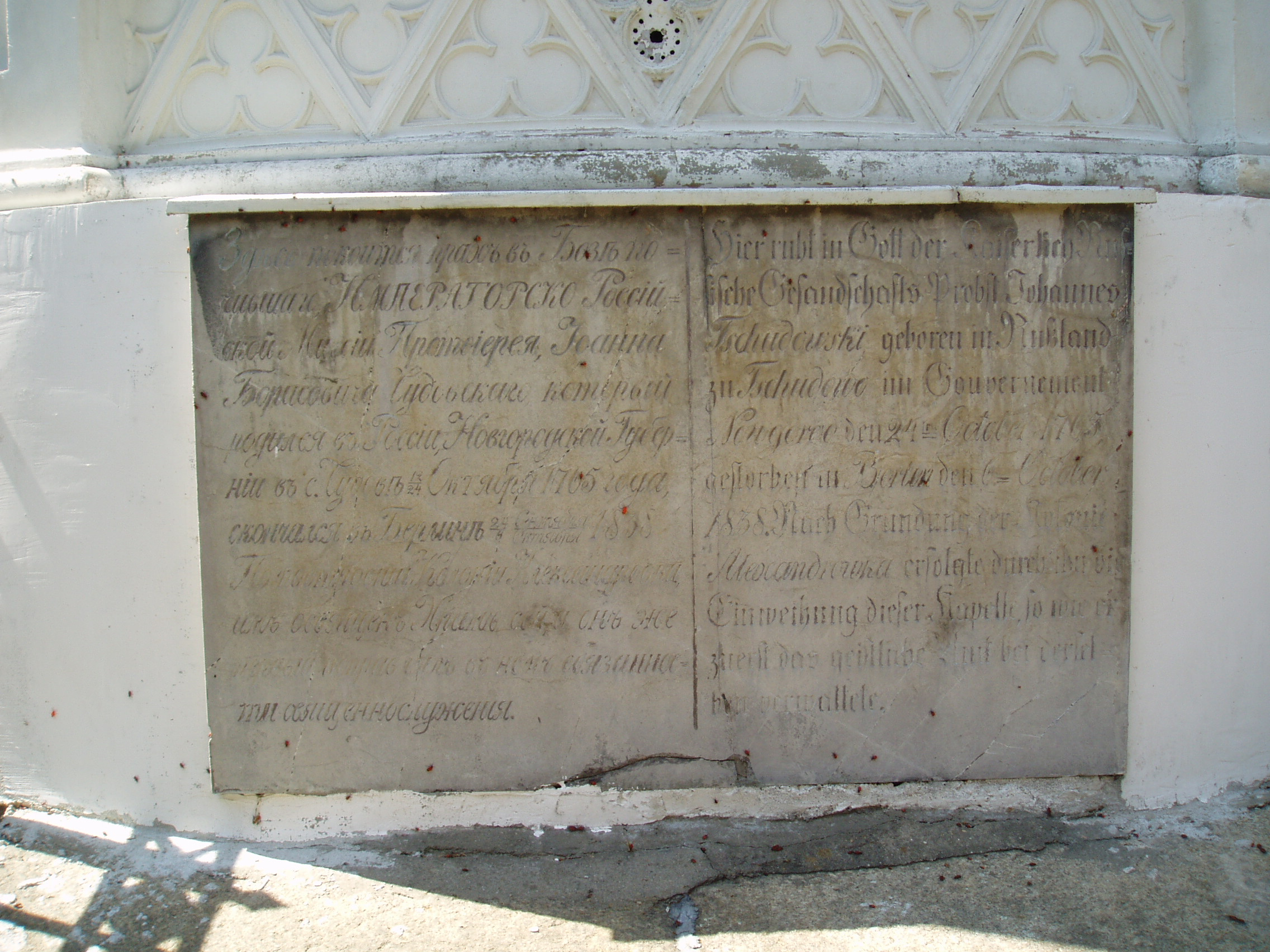
Grabplatte des Erzpriesters Tschudowski an der Ostseite

Die Alexander-Newski-Gedächtniskirche entspricht bautypologisch einer auf vier Pfeilern ruhenden Kreuzkuppelkirche. Die innere Kantenlänge der 73 Zentimeter starken, gleich langen Wände beträgt 9,30 Meter. Fünf Tamboure mit Zwiebelhauben bekrönen den Baukubus, deren 18,40 Meter hohe Mittelkuppel von vier kleineren an den Gebäudeecken umrahmt wird. Mit Ausnahme der Ostfassade, die durch die Apsis im Halbrund nach außen gewölbt ist, sind die drei übrigen Seiten gleich gestaltet. Lisenen gliedern die Wandflächen vertikal in drei Felder. Horizontal verläuft ein ornamentiertes Gesimsband im mittleren Wandbereich und ein schmuckloses Gesims unterhalb der Attika um das Gebäude. Fünf Treppenstufen führen zu spitzbogigen Kielbogenportalen mit Lamellentüren in den Mittelfeldern. Bis zur Höhe des ornamentierten Gesimsbandes werden sie von schmalen, kannelierten Säulen flankiert, deren Palmblatt-Kapitelle sich in das Band einfügen. Die Rahmung folgt der spitzbogigen Portalform und bildet den Kielbogen, auch „Eselsrücken“. Diese aus der Gotik stammende Spitzbogenform gehörte seit dem Beginn des 15. Jahrhunderts zur bestimmenden Portalgestaltung an Moskauer Kirchenbauten. Die Spitzen der Kielbögen werden jeweils von einer vergoldeten Halbkugel und einem griechischen Kreuz bekrönt. Die darüber in die Wand eingelassenen vierpassförmigen Nischen wurden 1851 auf Anweisung Friedrich Wilhelms IV. mit Ikonen auf Lavatafeln geschmückt. Sie stammen aus der Werkstatt des Malers August von Kloeber und zeigen über dem Eingangsportal auf der Westseite Jesus Christus, über dem Nordportal den Schutzheiligen der Soldaten Theodorus Stratilates und über dem Südportal den Namensgeber und Schutzpatron Alexander Newski. Zum ursprünglichen Bauschmuck gehören ornamentierte Rautenfriese und aufgesetzte griechische Kreuze in der Attikazone. Durch hohe, schmale Rundbogenfenster in den seitlichen Fassadenfeldern und der Apsis sowie durch maßwerkartig geschmückte Halbkreisfenster in der Attika und der oberen Apsis fällt Tageslicht in den Kirchenraum. An der Außenwand der Apsis ist die Grabplatte des Erzpriesters Tschudowski eingelassen. In russischer und deutscher Sprache trägt sie die Inschrift: Hier ruht in Gott der Kaiserlich Russische Gesandschafts-Probst  Johannes Tschudowski, geboren in Rußland zu Tschudowo im Gouvernement Nowgorod den 24ten October 1765, gestorben in Berlin den 6ten October 1838. Nach Gründung der Kolonie Alexandrowka erfolgte durch ihn die Einweihung dieser Kapelle, so wie er zuerst das geistliche Amt bei derselben verwaltete.
Die fünf zylinderförmigen Tamboure erhielten Hauben in traditioneller russischer Zwiebelform aufgesetzt, die ursprünglich mit Weißblech, später mit Kupferblech beschlagen wurden. Sie sind mit Kugeln und lateinischen Kreuzen bekrönt, die in den Jahren 1893 bis 1895 nachträglich vergoldet wurden. Den Tambour der mittleren Hauptkuppel umlaufen ein ornamentierter Fries und eine Blendbogengalerie, die von acht Fenstern durchbrochen ist. Durch sie fällt ebenfalls Tageslicht in den Kirchenraum, der durch den Tambour überhöht wird. Die vier kleineren Tamboure an den Ecken, die nicht im räumlichen Zusammenhang zum Innenraum stehen, umlaufen fensterlose Blendbogengalerien. In den beiden Ecktambouren auf der Westseite fanden die Glocken ihren Platz. Auf dem rosafarbenen Kalkputz des Kirchengebäudes werden die Pilaster, Gesimse, Blendarkaden und Ornamente durch ihren weißen Anstrich zusätzlich betont.

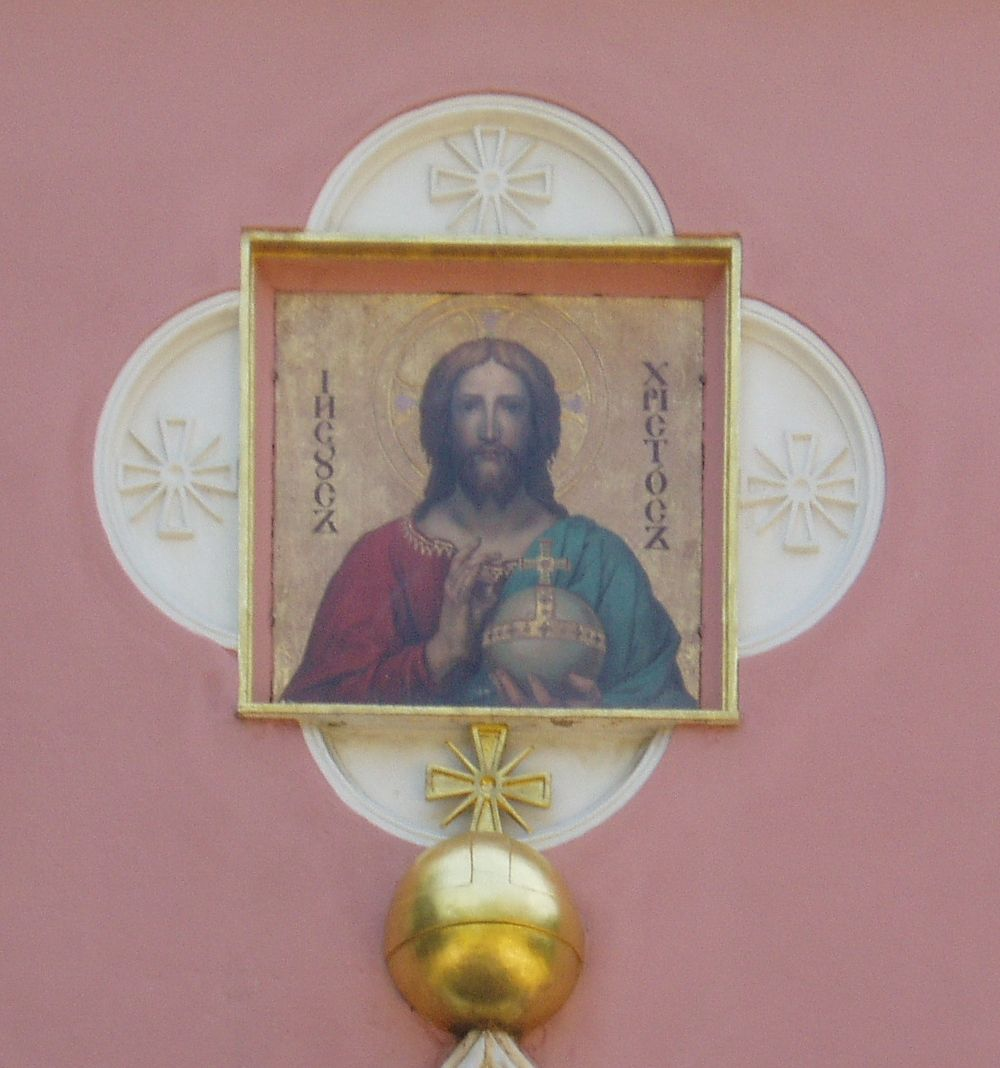
Jesus Christus. Ikone an der Westseite.
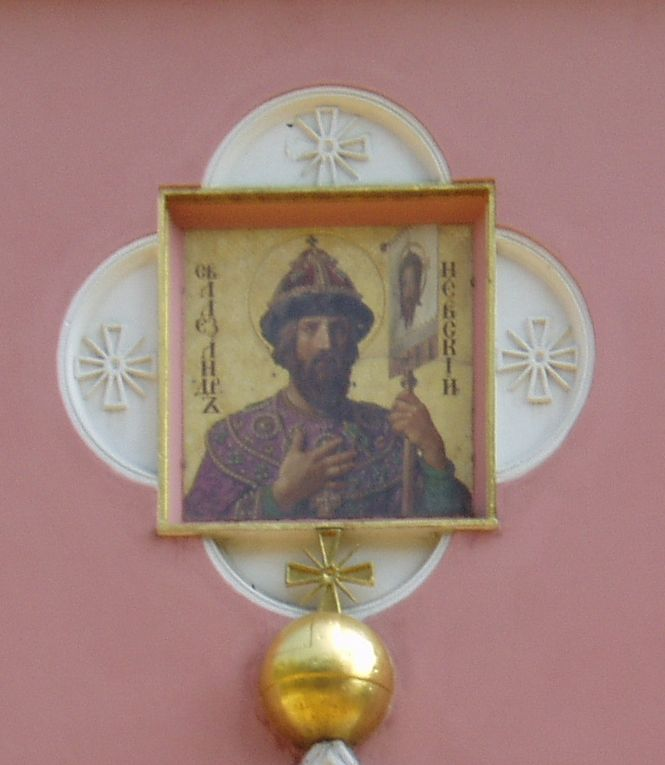
Alexander Newski. Ikone an der Südseite.
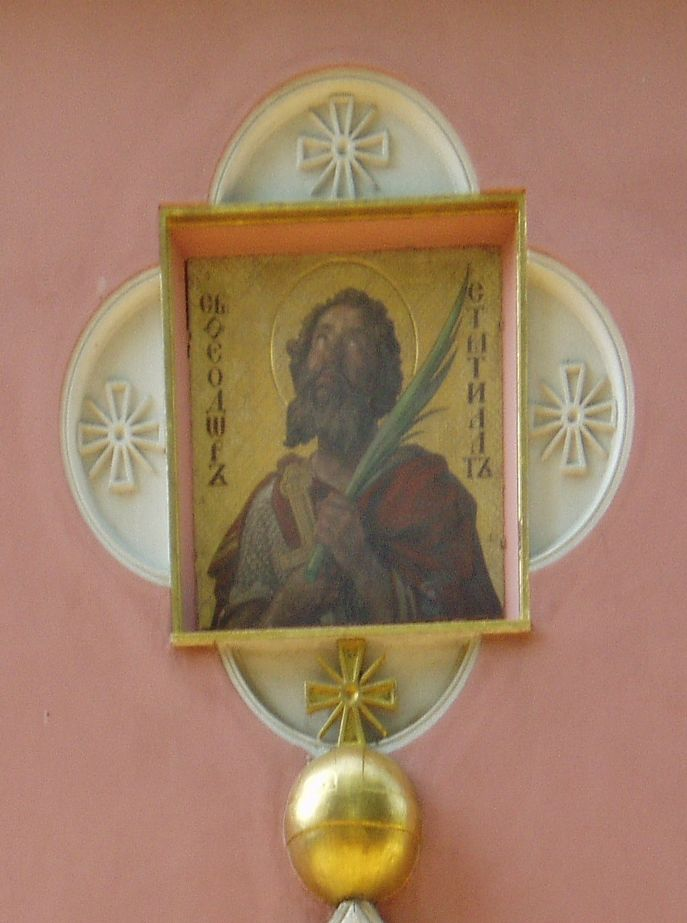
Theodorus Stratilates. Ikone an der Nordseite.

### Innenraumgestaltung

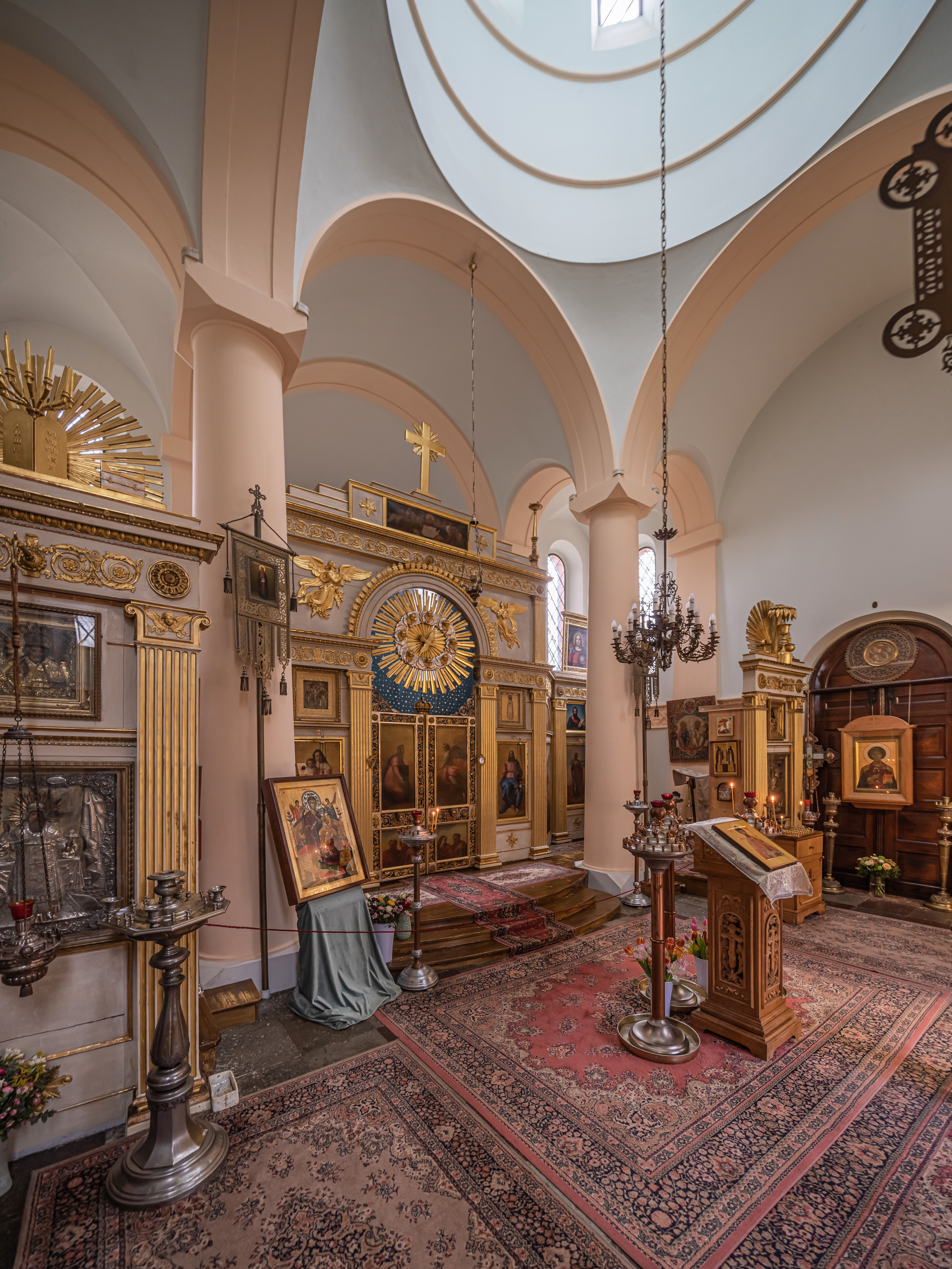
Heutige Innenansicht mit Altar

Auf dem quadratischen Grundriss des Innenraums ergibt die Stellung der Säulen ein griechisches Kreuz. Auf ihnen ruhen Gurtbogen, die sie miteinander verbinden. In der Vierung öffnen sich Tambour und Kuppel des Mittelturms. Auf die in der russischen Kirchentradition reiche Wandbemalung mit bildlichen Darstellungen verzichtete Schinkel. Um dem Raum Einfachheit und Ruhe zu geben, ließ er die Wandflächen in einem hellen Grün, die Säulen und Gurtbögen in einem gedämpften Weiß streichen und je einen umlaufenden Ornamentfries im Sockel- und mittleren Wandbereich aufsetzen. Vor der Ostapsis trennt eine hölzerne Bilderwand, die Ikonostase, den Altarraum (Bema) vom Gemeinderaum (Naos), der circa 50 Personen Platz bietet. Da die Gläubigen in orthodoxen Kirchen stehend am Gottesdienst teilnehmen, ist kein Gestühl vorhanden. Nur Kranken und Schwachen ist die sitzende Teilnahme erlaubt.

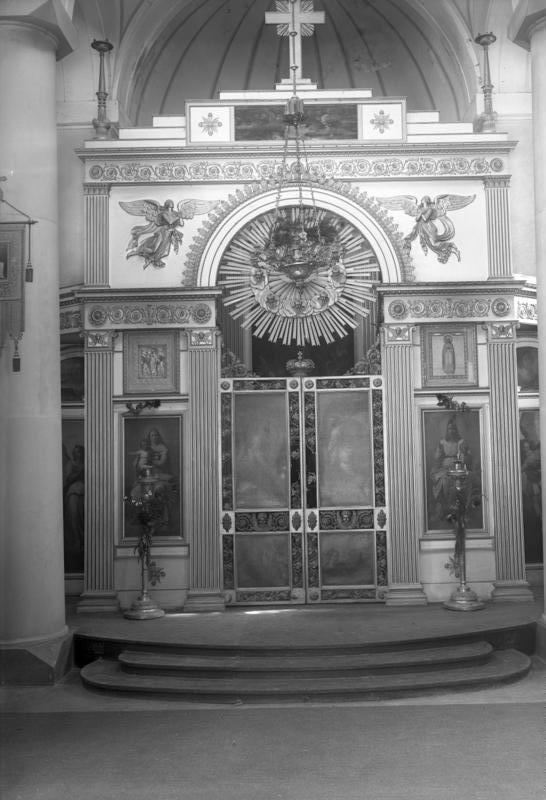
Die Ikonostase in der Alexander-Newski-Gedächtniskirche, 1931

Die reich geschmückte Ikonostase dominiert den Kirchenraum. Sie reicht von der südseitigen bis zur nordseitigen Wand und ist durch ein flaches Podest, der Sola, vom übrigen Kirchenraum um drei Stufen erhöht. Kulturhistorisch entwickelte sie sich aus der frühchristlichen Chorschranke katholischer Kirchenbauten, in denen das von Gläubigen mit Bildern geschmückte Gitter den Altarraum vom Gemeinderaum trennte. Die Ikonostase der Alexander-Newski-Gedächtniskirche ist in der Art eines Triumphbogens gestaltet, dem als oberer Abschluss ein abgetreppter Giebel aufgesetzt ist, der von einem vergoldeten lateinischen Kreuz bekrönt wird. Die Giebelmitte zeigt eine von griechischen Kreuzen flankierte Gemäldedarstellung des Abendmahls. Die zentrale, doppelflügelige Königliche Tür führt in den dahinterliegenden Altarraum, dem Allerheiligsten. Sie wird altarseitig von einem Vorhang bedeckt. Die Tür und der Vorhang sind der russisch-orthodoxen Liturgie folgend geschlossen oder geöffnet und bleiben nur während der gesamten Osterwoche offen stehen. Dann wird hinter dem Altar eine Bilddarstellung der Himmelfahrt Christi sichtbar. Zwei Seitentüren, die in Ikonostasen üblich sind, fehlen hier. Neben dem Altar liegt auf der linken Seite die Prothesis, der Bereich, in dem die Gaben für die Eucharistiefeier (Göttliche Liturgie) auf einem Rüsttisch bereitet werden und auf der rechten Seite das Diakonikum, das zur Aufbewahrung liturgischer Geräte und Gewänder dient.

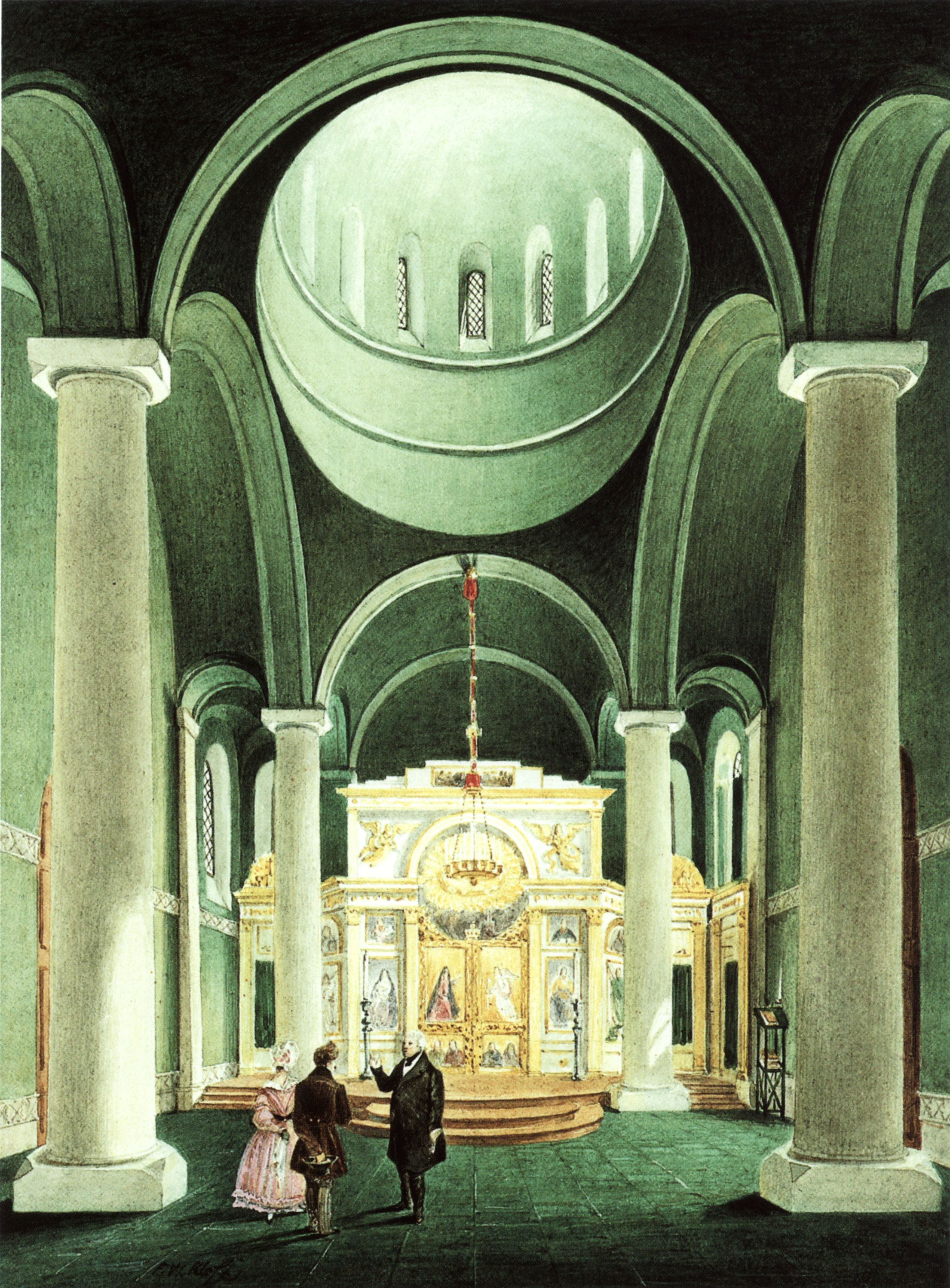
Innenansicht um 1850, Aquarell von Friedrich Wilhelm Klose

Die Ölmalereien der Ikonostase entstanden 1828/29 durch russische Künstler und zeigen auf der Königlichen Tür, umrahmt von vergoldeten Weinranken, in den oberen Feldern die Verkündigung Mariä und im unteren Teil Brustbilder der vier Evangelisten Matthäus, Markus, Lukas und Johannes. Links neben der Tür wird Maria mit dem Jesuskind dargestellt und auf der rechten Seite Jesus Christus. An der Gestaltung der Ikonostase beteiligte sich Karl Friedrich Schinkel, der sie mit klassizistischen Zierformen ausschmückte. Anstelle der ursprünglich vorgesehenen Halbsäulen setzte er kannelierte Pilaster mit Kapitellen, die die spiralförmigen Einrollungen der ionischen Ordnung andeuten, Engelsköpfe und Akanthusfriese. Über der Königlichen Tür umrahmte er die von einem Strahlenkranz mit aufgesetztem Wolkenring und Engelsköpfen umgebene Taube, das Symbol des Heiligen Geistes, mit einem halbkreisförmigen Palmettenkranz, wodurch ein bis zum Giebel reichendes Rundbogenportal suggeriert wird, das zwei schwebende Engel flankieren. Alle Zierformen sind blattvergoldet auf weißem Untergrund.
Unmittelbar vor der Königlichen Tür liegt der Ambon. In diesem Bereich, der der Verkündigung dient, steht während der Schriftlesungen das Lesepult. Vor den Ostsäulen der Vierung wird der Ambon von je einer Prozessionsfahne aus der Erbauungszeit der Kirche flankiert. Die zahlreichen Ikonen an den Wänden sind zum großen Teil ganzflächig gemalt und zeigen zweidimensionale Heiligendarstellungen auf goldglänzendem Hintergrund, dem Symbol des Lichts. Einige sind mit Silberoklat verkleidet, eine kunsthandwerkliche Treibarbeit, die nur die gemalten Gesichter und Hände frei lässt. Die Ikonen, wie das gesamte Inventar, verdankt die Gemeinde Schenkungen aus Sankt Petersburg und dem Moskauer Patriarchat sowie der Zarin Alexandra Fjodorowna. Die liturgischen Geräte aus der Anfangszeit werden noch heute benutzt. An die Sänger-Soldaten erinnern russische Medaillen und preußische Kriegsdenkmünzen aus den Befreiungskriegen 1813 bis 1815, die an der rechten Seitenwand der Ikonostase ausgestellt sind.

## Verwaltung und geistliche Betreuung
Bis 1914 wurde die russisch-orthodoxe Kirchengemeinde von Priestern der Berliner Gesandtschaft betreut. Nach dem Ersten Weltkrieg begann ab 1921 auf der „Karlowitzer Synode“ die Spaltung der russischen Kirche (siehe Russische Orthodoxe Kirche im Ausland), wodurch die Verbindung zur Moskauer Mutterkirche untersagt blieb. Die Kolonie Alexandrowka ging am 1. April 1927 in die Verwaltung des preußischen Staates über. Von den ersten russischen Siedlern wohnten nur noch vier Nachkommen in den Häusern, die auch in der Zeit des Nationalsozialismus ihr Erbrecht an dem Besitz behielten. Die Kirche wurde 1934 der evangelischen Kaiserin-Auguste-Victoria-Gedächtniskirche, heute Pfingstkirche, unterstellt. Nach dem Zweiten Weltkrieg, den das Kirchengebäude unbeschadet überstand, bezogen Soldaten der Roten Armee die Häuser der Alexandrowka bis 1949 und die Kirchengemeinde wurde erneut der Diözese der Russischen Orthodoxen Kirche in Berlin unterstellt, die zum Moskauer Patriarchat gehört. Mit Erzpriester Nikolai Markewitsch erhielt sie erstmals eine ständige geistliche Betreuung bis zu dessen Tod 1968. Durch Geistliche des Exarchats fanden achtzehn Jahre lang nur noch sporadisch Gottesdienste statt, bis die Gemeinde am 6. Oktober 1986 mit Anatolij Koljada wieder einen dauerhaft anwesenden Erzpriester bekam, der heute etwa 1000 orthodoxe Gläubige betreut. Die Finanzierung erfolgt hauptsächlich über freiwillige Mitgliedsbeiträge, da in der orthodoxen Kirche keine Kirchensteuer erhoben wird.

## Das Haus „Russische Kolonie 14“

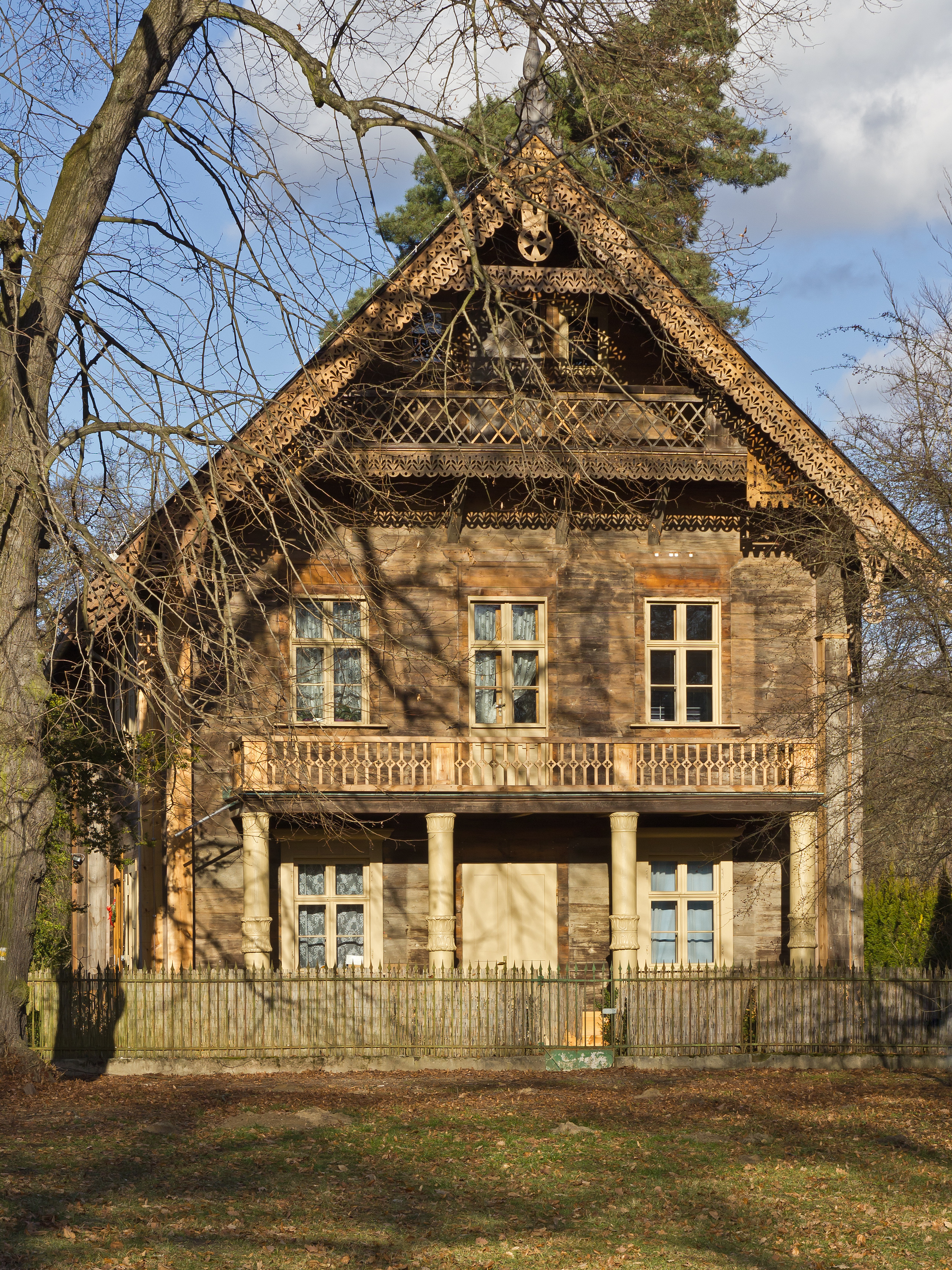
Haus „Russische Kolonie 14“

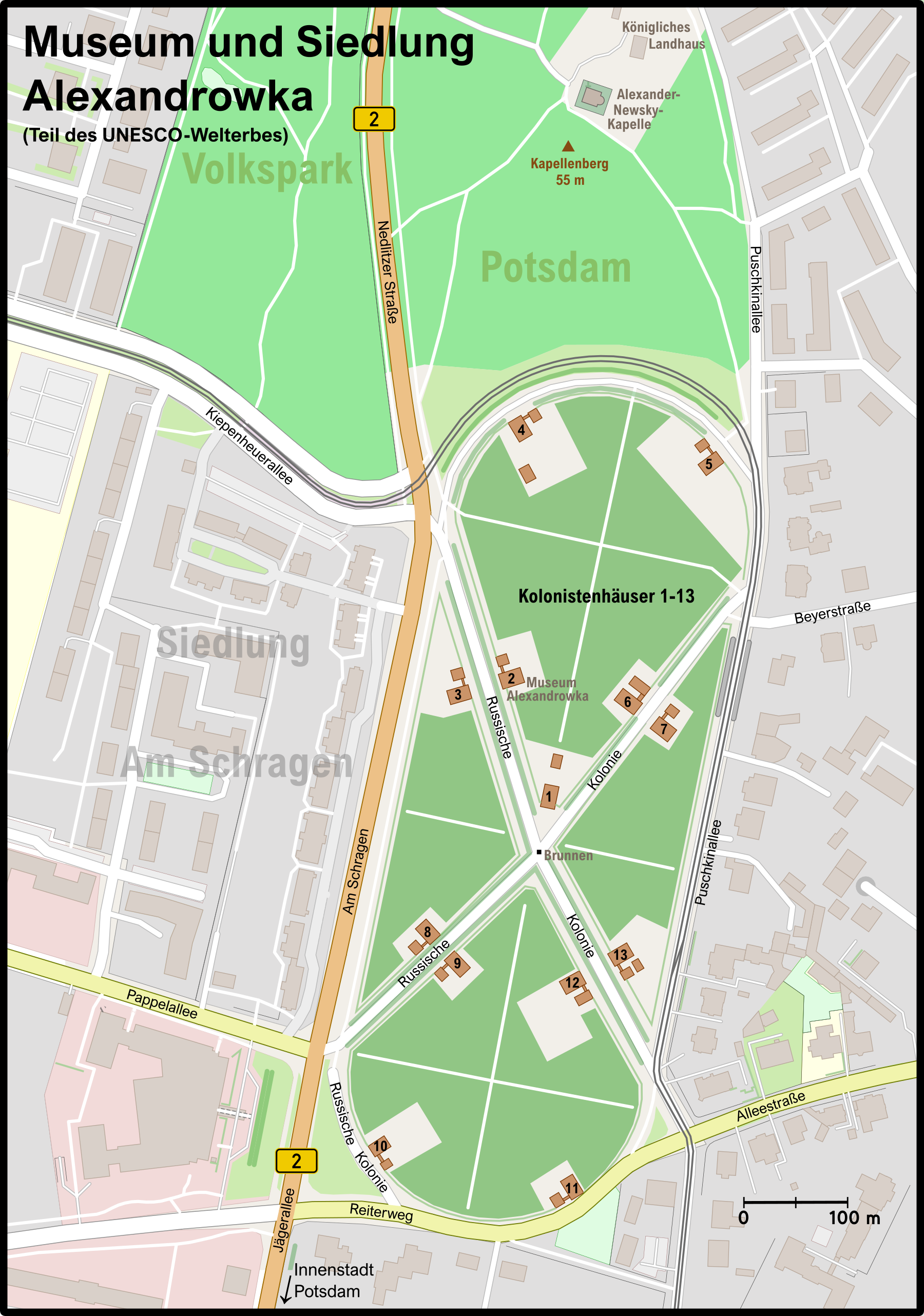
Karte der Russischen Kolonie Alexandrowka: oben das Königliche Landhaus wie auch die Alexander-Newski-Gedächtniskirche

Wenige Meter nördlich der Kirche baute Capitain Snethlage mit den Soldaten der Garde-Pionier-Abteilung das vierzehnte Koloniehaus für den Kirchenaufseher. Es erhielt später die Bezeichnung Königliches Landhaus, weil sich Friedrich Wilhelm III. in der ersten Etage ein einfaches Teezimmer einrichten ließ. Das zweistöckige, sehr geräumige, in sogenannter „bunter Manier“ gestaltete Wohnhaus, konnte im Februar 1827 fertiggestellt werden. Es unterscheidet sich von den übrigen, mit Rundbohlen verkleideten Koloniehäusern der Alexandrowka, die eine Blockbauweise vortäuschen, durch die glatte, ursprünglich farbig gestaltete Bretterverkleidung, die später jedoch einen grauen Anstrich bekam. Die Fensterrahmen, Türen und das Schnitzwerk waren ehemals weiß gehalten und die bunt bemalten Fensterläden stellten Motive aus der russischen Folklore dar. Neben dem Wohnhaus entstand ein Stallgebäude aus Holz, in dem die ausgespannten Pferde des Königs versorgt werden konnten. Den Entwurf brachte Friedrich Wilhelm III. 1818 aus Russland mit, wo der aus Frankreich stammende Architekt Auguste de Montferrand Häuser in diesem Stil für ein nicht realisiertes Parkdorf in der Nähe von Zarskoje Selo plante.
Das Teezimmer Friedrich Wilhelms III. war mit zeitgenössischen Möbeln im Biedermeierstil eingerichtet. Russische Atmosphäre brachte ein Samowar aus Tula in den Raum und ein mit volkstümlichen Szenen bemaltes Teeservice aus der Kaiserlichen Porzellanmanufaktur Lomonossow, das Nikolaus I. seinem Schwiegervater Friedrich Wilhelm III. schenkte. Für die Bewirtung der Gäste zur Mittagstafel stand ein weiteres Tee- und Tafelservice aus der Königlichen Porzellan-Manufaktur Berlin zur Verfügung. Nach einem orthodoxen Gottesdienst in der Kirche, hielt sich Friedrich Wilhelm III. am 26. September 1839 zum letzten Mal im Teezimmer auf. Während seiner Besuche stand der Sängerchor aus der Kolonie vor dem Haus und unterhielt den König mit Melodien aus der russischen Heimat. Zur Erinnerung an Alexander I. ließ Friedrich Wilhelm IV. 1854 einen kleinen Nussbaum-Obelisken mit dem Bildnismedaillon des Zaren im Raum aufstellen. Das Teezimmer nutzte er jedoch nur noch selten.
Der erste Aufseher und Bewohner des Hauses zur Zeit Friedrich Wilhelms III. war Kondrati Jermolajewitsch Tarnowski, ein ehemaliger Lakai des russischen Hofes und Sohn eines Geistlichen. Neben seinen Aufgaben als Aufseher führte er zudem das Amt eines Hilfskirchendieners aus. Nach dessen Tod im März 1853 erhielt der ehemalige Musiker im I. Garde-Regiment zu Fuß Hermann Ferdinand Sieber die Stelle und Wohnung bis zu seinem Ableben und wurde 1897 durch den ehemaligen Militärmusiker Franz Dessow ersetzt. 1930 bis 1945 fanden häufige Mieterwechsel statt, bis der russische Stadtkommandant von Potsdam, Oberst Andrej Werin, das Wohnhaus im November des Jahres an den Pfarrer Theodor Giljawsky vermietete, nachdem es aus dem Eigentum der Stadt an die russisch-orthodoxe Kirche in Potsdam übereignet worden war. Von 1949 bis 1968 bewohnte es der Erzpriester Nikolai Markewitsch. Anschließend stand es jahrelang leer und wurde nur gelegentlich zur Unterbringung polnischer Restauratoren genutzt. 1986 zog Erzpriester Anatolij Koljada mit seiner Familie in das Haus, die bis heute Mieter sind.